# موشيانو
موشيانو، (بالإنجليزية: Moschiano)‏، هي بلدة و(بلدية) في مقاطعة أفيلينو، كامبانيا، جنوب إيطاليا.

## السكان
في سنة 1861 بلغ عدد السكان 1٬451 نسمة، وتطور العدد ليصل في سنة 2011 لـ 1٬667 نسمة.
يظهر هذا المخطط البياني تطور النمو السكاني لـ موشيانو